# Pyongan

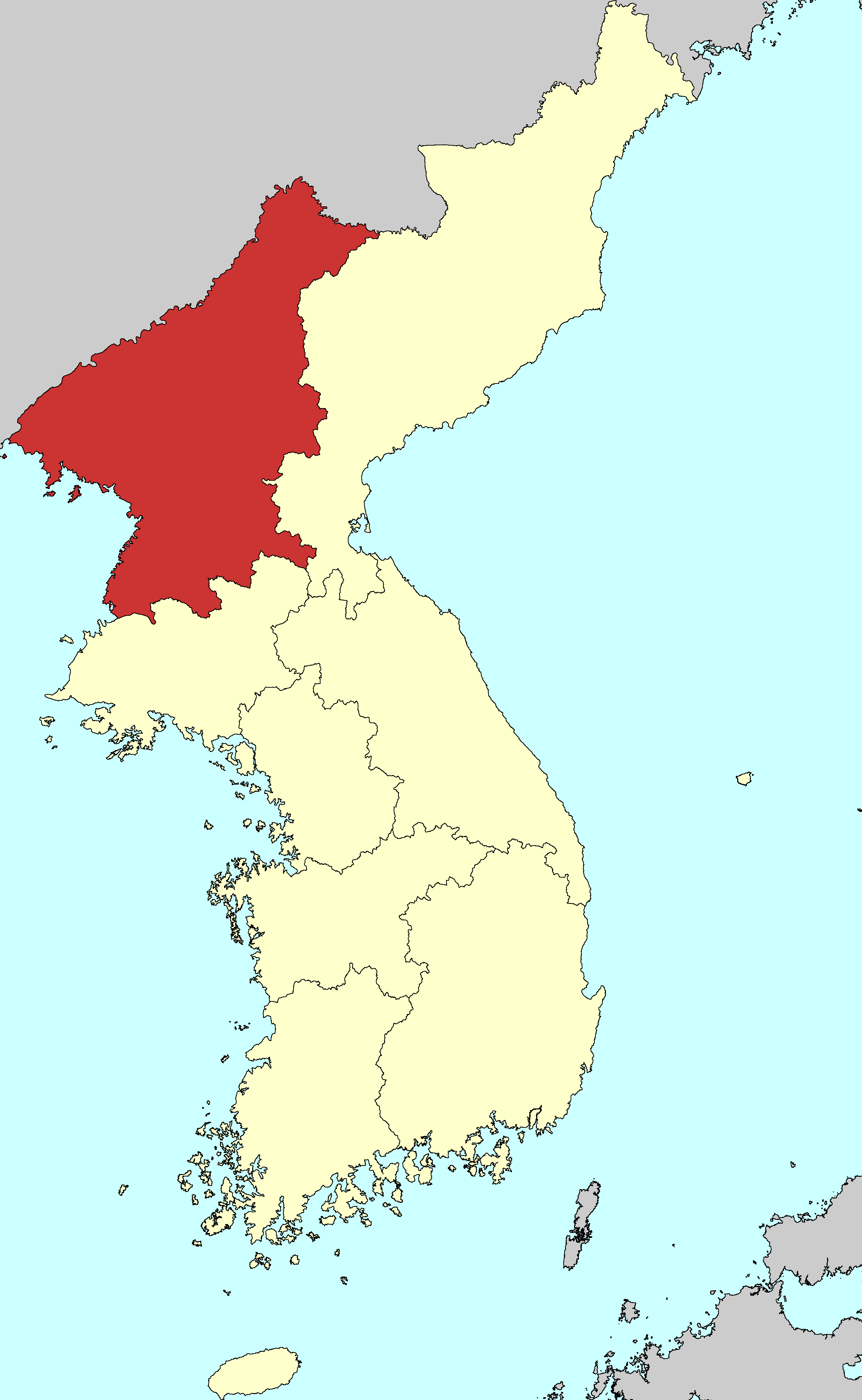
Pyongan

Pyongan, hangul: 평안도, (P'yŏng'an-do,IPA-ko|pʰjʌŋando,) va ser una de les Vuit Províncies de Corea durant la dinastia Joseon. P'yŏngan es trobava al nord-oest de Corea. La capital provincial era Pyongyang.
La província de P'yŏngan es va formar l'any 1413. El seu nom deriva dels noms de les seves dues ciutats principals, P'yŏngyang (평양; 平壤) i Anju (안주; 安州). L'any 1895, aquesta província va ser substituïda pels districtes de Kanggye (Kanggye-bu; 강계부; 江界府) al nord-est, Ŭiju (Ŭiju-bu; 의주부; 義州府) al nord-oest i P'yŏngyang (P'yŏngyang-bu; 평양부; 平壤府) al sud.
P'yŏngan tenia els límits a l'est amb Hamgyŏng, al sud amb Hwanghae, a l'oest amb el Mar Groc i al nord amb Xina. La regió on estava inclosa aquesta província era Kwansŏ.